# Anarchist Cookbook

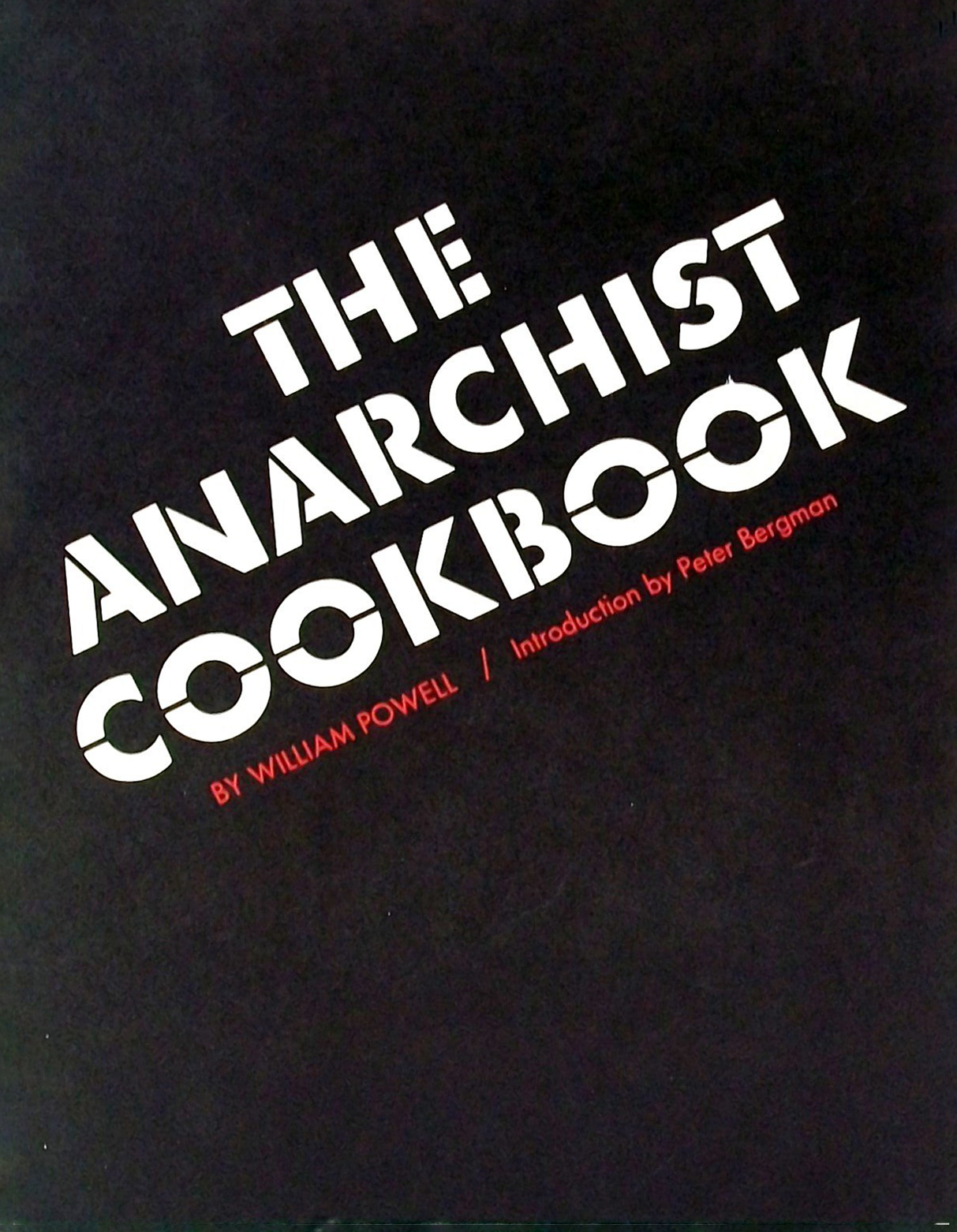
Titelblatt

Das Anarchist Cookbook wurde 1969 vom 19-jährigen High-School-Absolventen William Powell als Protest gegen die damalige Regierung der USA und den Vietnamkrieg verfasst. Es enthält Anleitungen für die Herstellung von Sprengstoffen, Drogen und einer Anzahl inzwischen veralteter Geräte zum Ausnutzen von Telekommunikationsschwachstellen sowie Texte zu anderen kontroversen Themen.

## Übersicht
Die im Anarchist Cookbook beschriebenen Anleitungen und chemischen Verbindungen sind teilweise veraltet, fehlerhaft und unter Umständen sogar gefährlich in der Herstellung. Der Wert dieses Buches liegt in der Dokumentation der politischen Diktion der 1960er Jahre und in seinem Kultstatus als Schmöker.
Nach Angaben William Powells (1949–2016) stammen die Inhalte des Buches aus frei zugänglichen Militär- und Polizeihandbüchern aus öffentlichen Bibliotheken. Die daraus gesammelten Texte wurden 1970 ohne redaktionelle Überarbeitung vom Verlag Lyle Stuart Inc. veröffentlicht.
Powell selbst hat sich 2009 von seinem Werk distanziert. Er sei inzwischen verheirateter Vater und anglikanischer Christ. Da er die Rechte an dem Text verkauft hatte, konnte er seine weitere Verbreitung nicht verhindern. Er betonte auch, dass er nie einer radikalen Gruppe angehört habe. Vielmehr sei seine Intention ausschließlich gegen den Vietnamkrieg gerichtet. Wörtlich schrieb er: „Die zentrale Idee des Buches war, dass Gewalt eine akzeptable Form ist, politische Änderungen zu erwirken. Ich stimme damit nicht mehr überein.“ Sein Verleger lehnte es allerdings ab, das Buch aus dem Programm zu nehmen.
Das Anarchist Cookbook ist in den USA, der Schweiz und in Deutschland legal erhältlich. Im Internet finden sich viele Portale mit dem Namen Anarchist Cookbook. Diese beinhalten fast nie das ursprüngliche und vollständige Manuskript Powells, sondern Werke gleichlautenden Titels, die unter verschiedenen Pseudonymen wie The Jolly Roger, Exodus, BHU oder RFLAGG veröffentlicht wurden. Auch Massenmörder nutzten das Buch für ihre Zwecke, wie Timothy McVeigh und die Amokläufer an der Columbine High School.
Der Besitz des Anarchist Cookbook wurde 2007 in Großbritannien und 2010 in den USA als Indiz für die Anklage wegen terroristischer Aktivitäten verwendet. 2010 veröffentlichte das FBI ein Dossier zum Anarchist Cookbook.
Regisseur Charlie Siskel produzierte 2016 unter dem Titel American Anarchist eine Dokumentation über das Buch und seinen Autor, der darin mit den Auswirkungen seines Werkes auf Ereignisse in der Zeitgeschichte konfrontiert wurde.

## Beziehung zum Anarchismus
Viele Anarchisten verneinen eine Beziehung des Buches zur politischen Philosophie des Anarchismus. Das anarchistische Kollektiv CrimethInc., das das Buch Recipes for Disaster: An Anarchist Cookbook veröffentlicht hat, kritisiert am früheren Werk, dass es „nicht von Anarchisten zusammengestellt und veröffentlicht wurde, sich nicht von anarchistischer Praxis ableitet und nicht beabsichtigt, Freiheit und Autonomie zu fördern und unterdrückende Macht in Frage zu stellen – und war kaum ein Kochbuch, da die Rezepte offenkundig unzuverlässig sind.“